# 普瓦-泰龙
普瓦-泰龙（法語：Poix-Terron，法語發音：[pwa tɛʁɔ̃]），法国东北部市镇，位于大东部大区阿登省，隶属于沙勒维尔-梅济耶尔区，其市镇面积为14.26平方公里，2022年1月1日时人口数量为892人，在法国城市中排名第11,123位。
普瓦-泰龙位于阿登省中部，旺斯河畔，是一个区域性的中心市镇，苏瓦松－日韦铁路及多条公路在此交汇。

## 地名来源
“Poix”和“Terron”两名的来源及含义均尚有待考证。“Poix-Terron”作为整体自1897年起成为当地的官方名称。
此外，因翻译标准不同，“Poix-Terron”在部分汉语资料中被整体译为普瓦泰龙。

## 历史

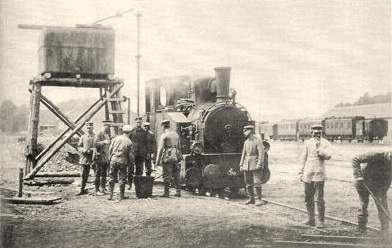
20世纪初的普瓦-泰龙火车站

普瓦-泰龙的建城年代尚不清楚，当地历史上长期为一处普通农业村落。宗教战争期间，普瓦曾遭到严重破坏。法国大革命后，普瓦成为阿登省的一个市镇。1800年5月，普瓦曾发生国家宪兵滥用职权案件。工业革命期间，途径普瓦的苏瓦松－日韦铁路建成通车。二战结束后，普瓦-泰龙建立了战争烈士纪念碑。普瓦-泰龙站曾于20世纪末关闭，后于2011年8月重新开放。

## 地理

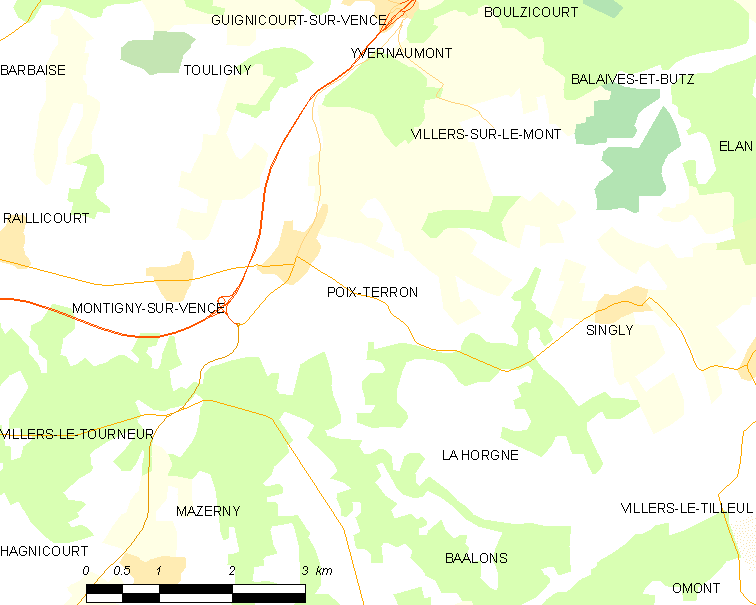
普瓦-泰龙市镇范围地图

普瓦-泰龙位于法国东北部，大东部大区西北部和阿登省中部，距离省会沙勒维尔-梅济耶尔大约17公里。与普瓦-泰龙接壤的市镇包括：图利尼、伊韦尔诺蒙、维莱叙勒蒙、旺斯河畔蒙蒂尼、马泽尔尼、桑格利、巴隆和拉奥尔涅。

### 地形
普瓦-泰龙位于香槟平原西北部，境内以平原和浅丘为主，市镇中心地势较为平坦，东南部略有起伏，全境海拔在171到299米之间。

### 水文
普瓦-泰龙位于默兹河流域范围内，旺斯河自西南转北流经普瓦-泰龙镇中心。

### 植被
普瓦-泰龙属于温带阔叶混交林区，林地多分布于河流附近。
在鲜花城市的评比中，普瓦-泰龙被评为2星级鲜花城市。

### 气候
普瓦-泰龙在柯本气候分类法中属于带有大陆性特征的温带海洋性气候。

## 行政区划
普瓦-泰龙的市镇编号为08341，邮政编号为08430。
在行政管理方面，普瓦-泰龙隶属于法国大东部大区阿登省沙勒维尔-梅济耶尔区；在地方选举方面，普瓦-泰龙隶属于默兹河畔努维永县，其市镇范围全境被划入阿登省第一选区；在社会管理方面，普瓦-泰龙是前阿登山脊市镇公共社区的组成部分。
截至2023年4月，普瓦-泰龙市镇范围内暂无城市敏感街区及城市政策优先街区。
法国国家统计与经济研究所（简称）在进行数据统计时，未将普瓦-泰龙划入任何城市核心区（Unité urbaine），将包括普瓦-泰龙在内的周边共100个市镇划为沙勒维尔-梅济耶尔城市区。自2020年起，沙勒维尔-梅济耶尔城市区被包含132个市镇的沙勒维尔-梅济耶尔城市辐射区代替。此外，还将普瓦-泰龙市镇整体看作一个“块区”（IRIS），以便于统计人口分布情况。

## 交通

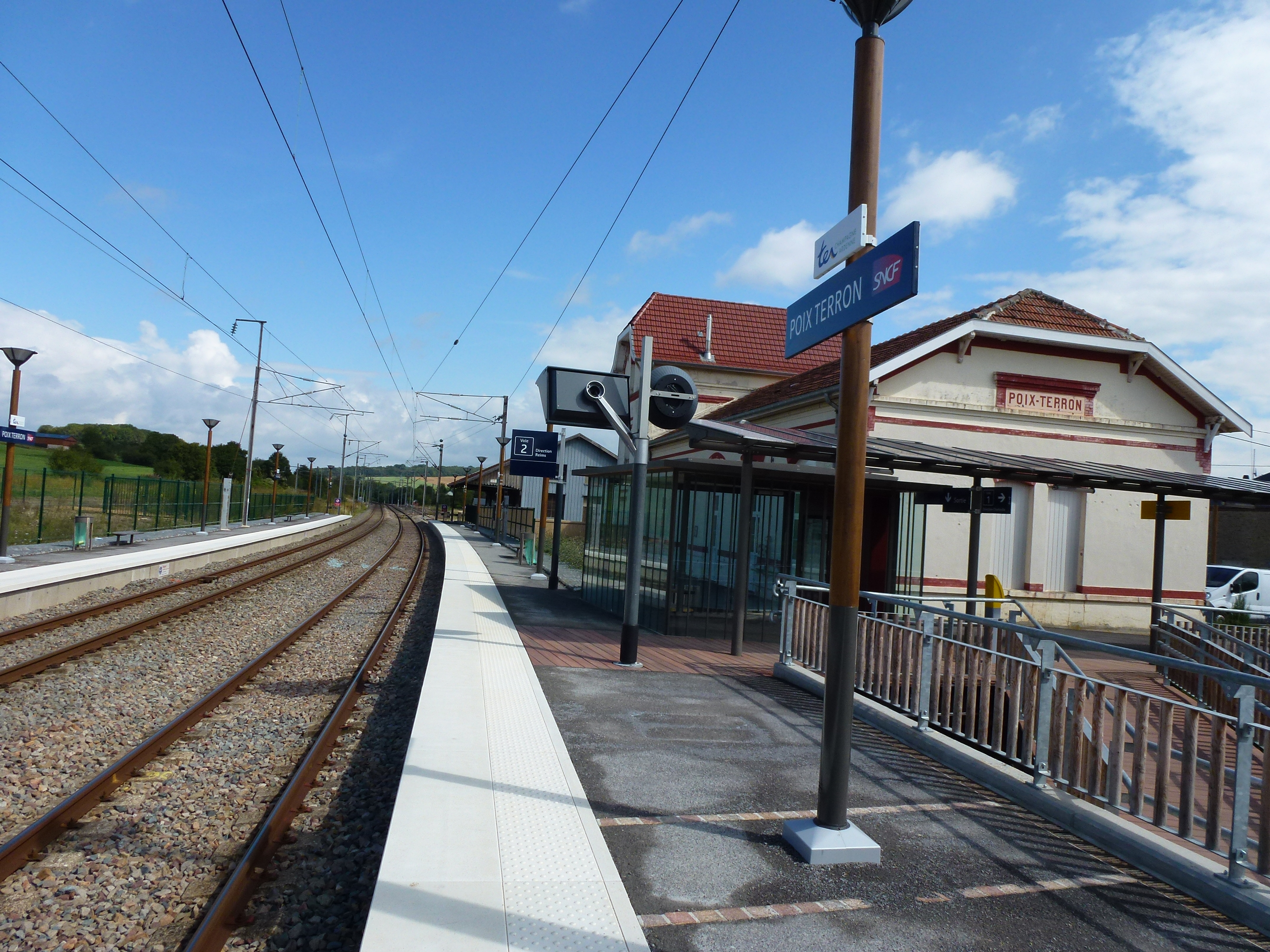
普瓦-泰龙火车站站台

### 公路
A34高速公路和阿登省省道D27线、D28线、D35线和D951线在普瓦-泰龙境内交汇，大东部大区下属的城际客运提供巴士线路，可前往周边部分市镇。
2019年，82.1%的普瓦-泰龙家庭拥有至少一辆私人汽车。2018年，普瓦-泰龙境内共发生各类交通事故1起，造成1人受伤，其中1人重伤。
| 13 | 1.5 |

| 沙勒维尔-梅济耶尔 | 15 |

| 勒泰勒 | 28 |

| 阿蒂尼 | 22 |

### 铁路
普瓦-泰龙位于苏瓦松－日韦铁路上。普瓦-泰龙站位于市区西部，停靠往返于兰斯和沙勒维尔-梅济耶尔一线的区域列车。

### 航空
距离普瓦-泰龙最近的民用航空站为111公里外的布鲁塞尔南部-沙勒罗瓦机场。

### 城市公共交通
截至2023年4月，普瓦-泰龙暂无城市公共交通系统。

## 政治

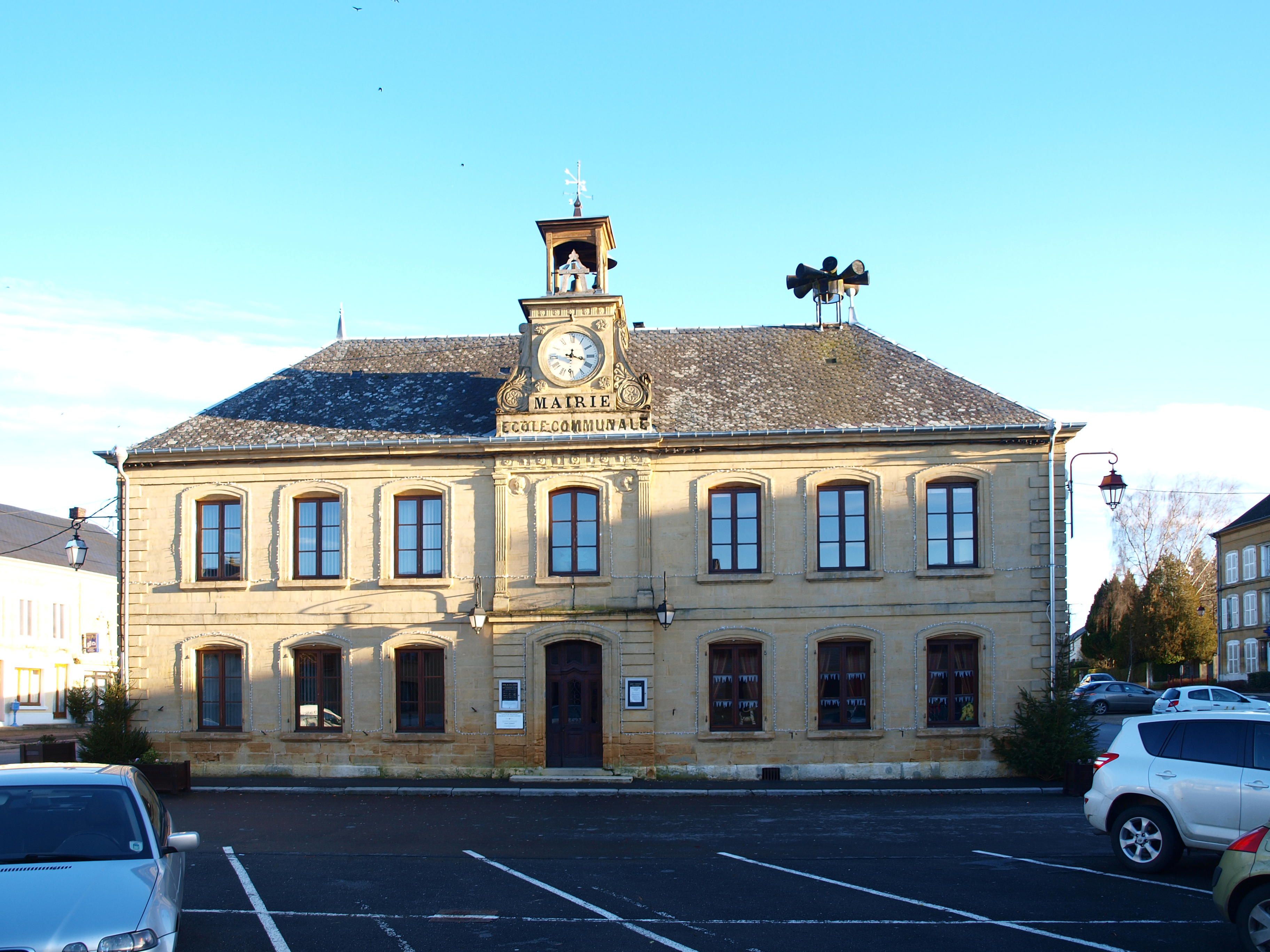
普瓦-泰龙市政厅

普瓦-泰龙的现任市长为让-马里·乌达尔先生（Jean-Marie OUDARD），他是一名无党派人士，在2020年的市政选举中获得了100%的支持率（无其他候选人）。
在2022年的法国总统大选中，法国极右翼政党国民阵线主席玛丽娜·勒庞在普瓦-泰龙获得了58.09%的支持率。

## 人口
2019年，普瓦-泰龙市镇人口数量为864，在法国排名第11,123位。其中男性436人，女性428人，75岁及以上人口占5.5%，外籍人口数量为9人，人口密度为61人/平方公里，当地居民被称为（男性）或（女性）。2020年，普瓦-泰龙境内出生9人，死亡人口3人。
| 普瓦-泰龙1901年－2020年人口变化情况 |
|                                     |
| 数据来源：Cassini、INSEE            |

## 经济
普瓦-泰龙是一个区域性的中心市镇。截止2023年4月，普瓦-泰龙市镇范围内共有各类用人单位（包含自雇）166家，平均历史为19年，均为中小型企业（PME），2023年2月至4月间，当地的经济活力指数为0。（公路城际货运）是当地2021年营业额最高的企业，为1,824,741欧元。

## 财政与居民收入
2021年，普瓦-泰龙的财政收入总额为963,990欧元，财政支出总额为667,810欧元，当年的债务总额为361,460欧元。2021年，普瓦-泰龙市镇通过增值税获得46,650欧元的收入，此外当地还共获得了3,390欧元的国家直接财政补助。
2020年，普瓦-泰龙的人均月收入总额为2,218欧元，低于法国平均水平（2,303欧元）。
2019年，普瓦-泰龙境内的贫困率为0%，青壮年（15至64岁）失业率为10.6%；当地47.1%的家庭拥有纳税资格，平均纳税2,485欧元，低于法国平均水平（3,910欧元）。

## 社会事务

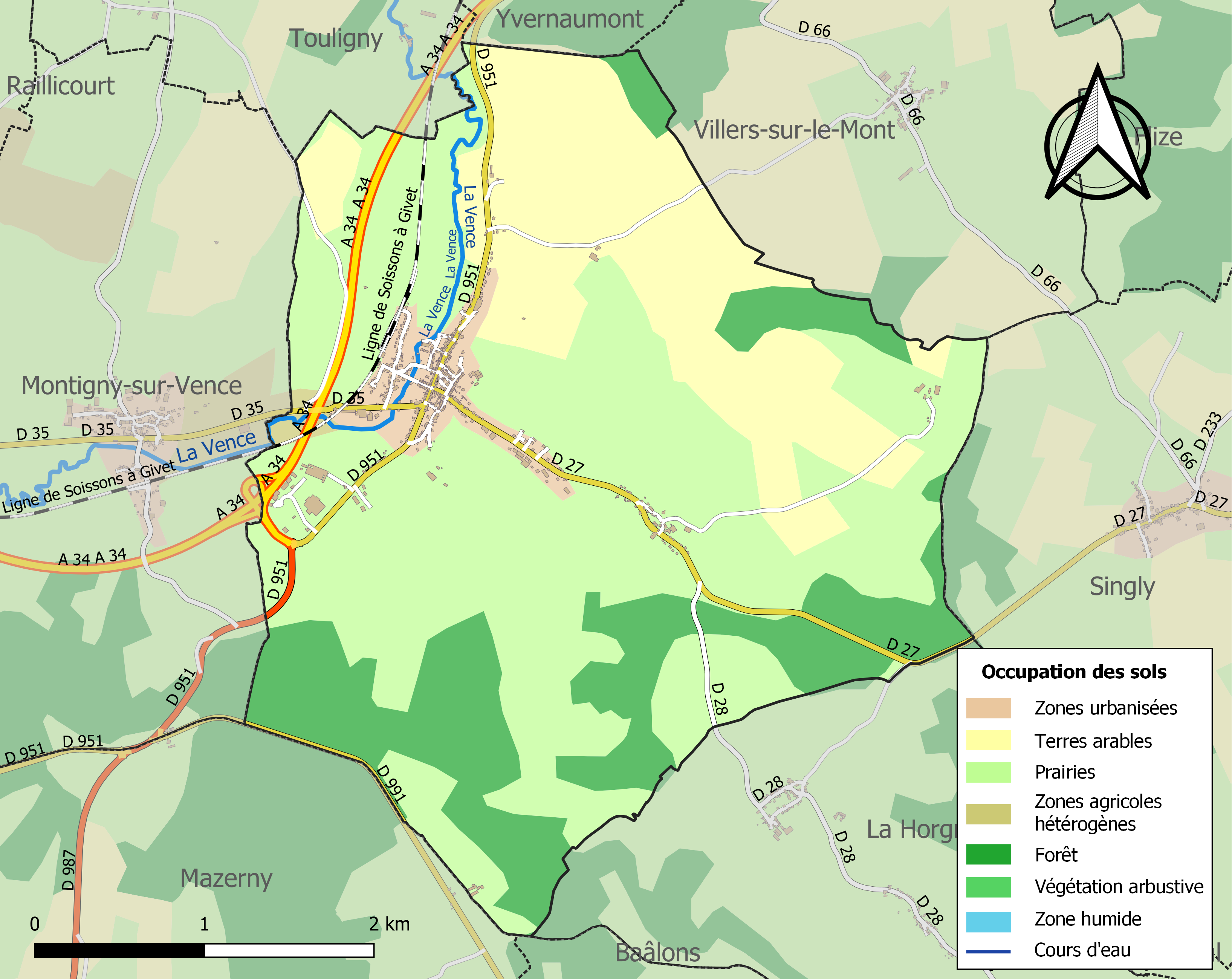
普瓦-泰龙土地利用情况地图

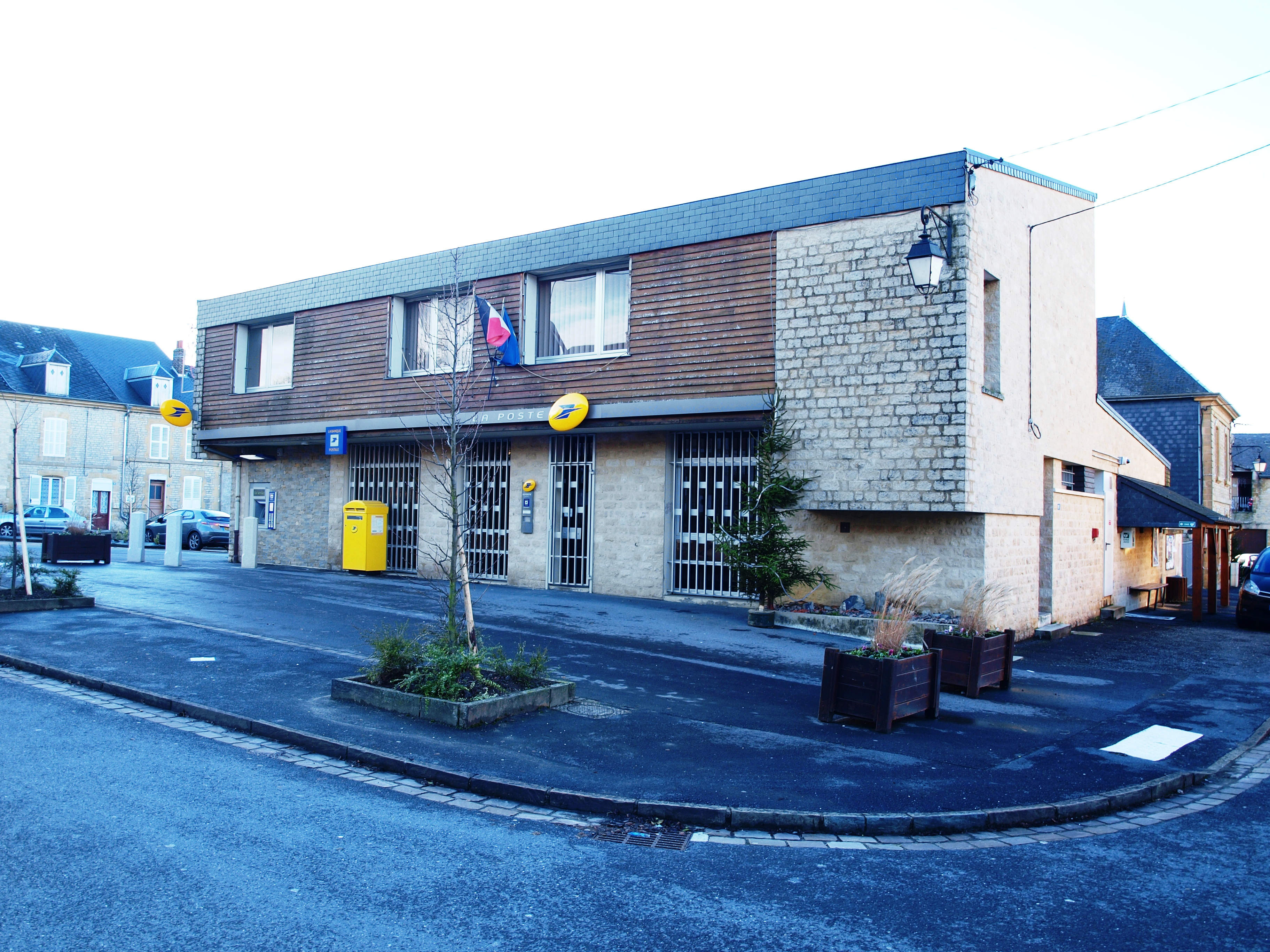
普瓦-泰龙邮局

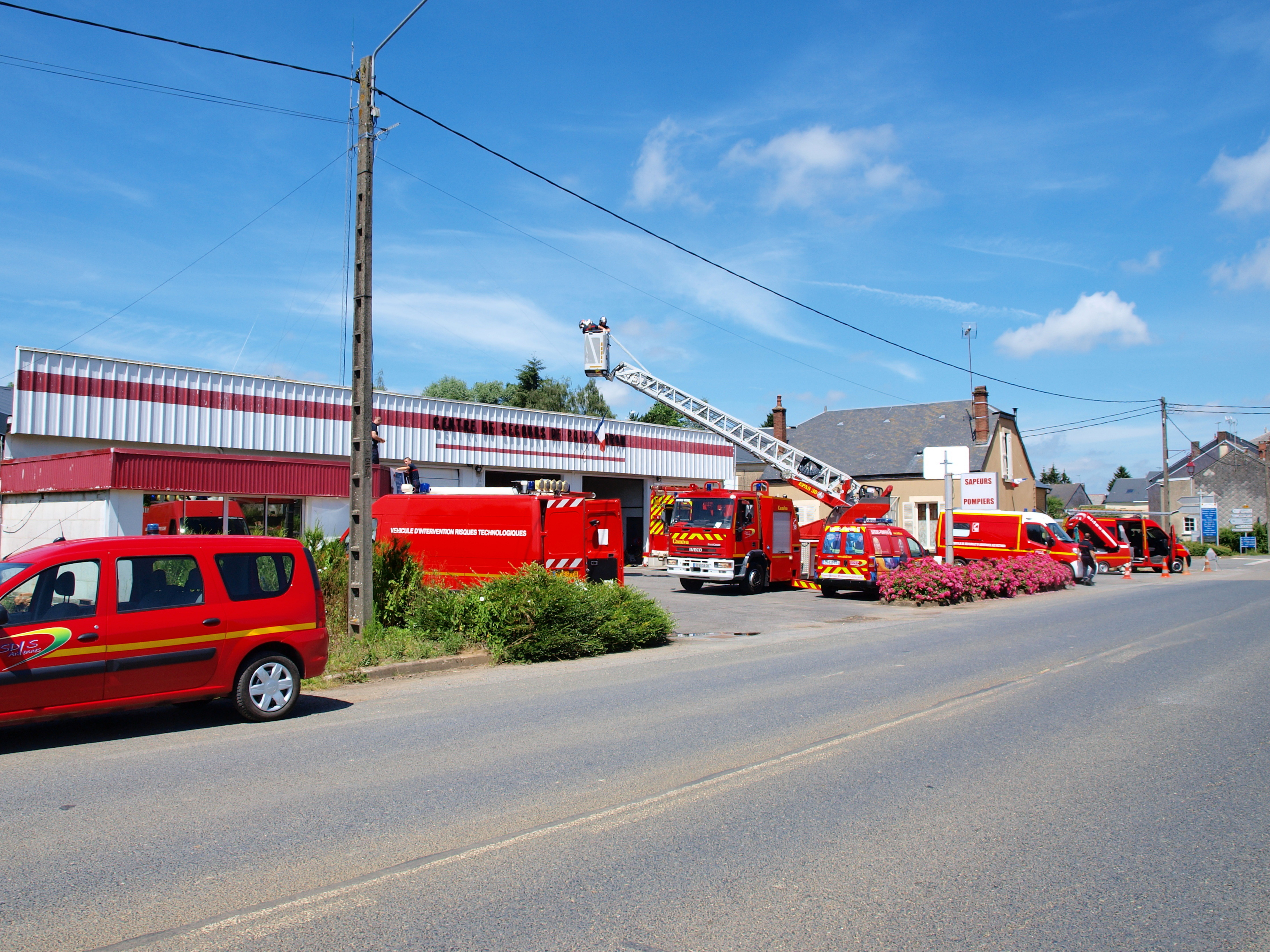
普瓦-泰龙消防救援中心

### 教育
普瓦-泰龙属于兰斯学区。截止2021年1月1日，普瓦-泰龙境内有1所小学。

### 医疗
截止2021年1月1日，普瓦-泰龙境内共有全科医生3名、保健师3名、牙医1名、护士3名。境内共有药房1家。
距离普瓦-泰龙最近的区域性医疗机构为北阿登市际中心医院（Centre Hospitalier Intercommunal Nord-Ardennes），其主病区曼彻斯特医院（Hôpital Manchester）位于沙勒维尔-梅济耶尔市区，距离普瓦-泰龙市区的正常车程约13分钟，该院设有床位539个，是当地规模最大的公立综合性医院。

### 住房
2019年，普瓦-泰龙境内共有各类住房392套，其中86.5%为独立式居民区，13.0%为集中式居民区。常住房屋占普瓦-泰龙市镇范围内居民建筑总量的90.1%。
在住房保障政策方面，2021年，普瓦-泰龙境内共有56户家庭获得了住房经济补助，受益人数占总人口数量的6.5%，其中50份为房租补助。

### 商业
2021年，普瓦-泰龙境内共有各类实体商铺27家，其中餐厅2家、杂货店1家、面包房1家、肉铺1家、美容美发店3家。镇中心建有Proxi便民超市。

### 体育
2021年，普瓦-泰龙境内共有1间体育馆、2处网球场以及2处足球或橄榄球场。
截至2023年4月，普瓦-泰龙人足球俱乐部（Football Club Pixien，编号544007）是普瓦-泰龙境内唯一的一家注册足球俱乐部，其主队2022至2023赛季参加阿登省足球联赛丙组（法国第十一级别），其主场为市政球场（Stade Municipal）。

### 环境
普瓦-泰龙的环境事务由其所属的前阿登山脊市镇公共社区联合各级政府协调负责。2021年，普瓦-泰龙境内共有1家污染企业。

### 治安
2021年，普瓦-泰龙市镇范围内有1处宪兵队。
普瓦-泰龙及其附近的共118个市镇是色当国家宪兵队（zone gendarmerie de Sedan）的管辖范围。2020年，该宪兵队累计记录各类案件2,663起，其中盗窃类案件1,040起，经济类案件446起，毒品交易类案件224起。

## 文化

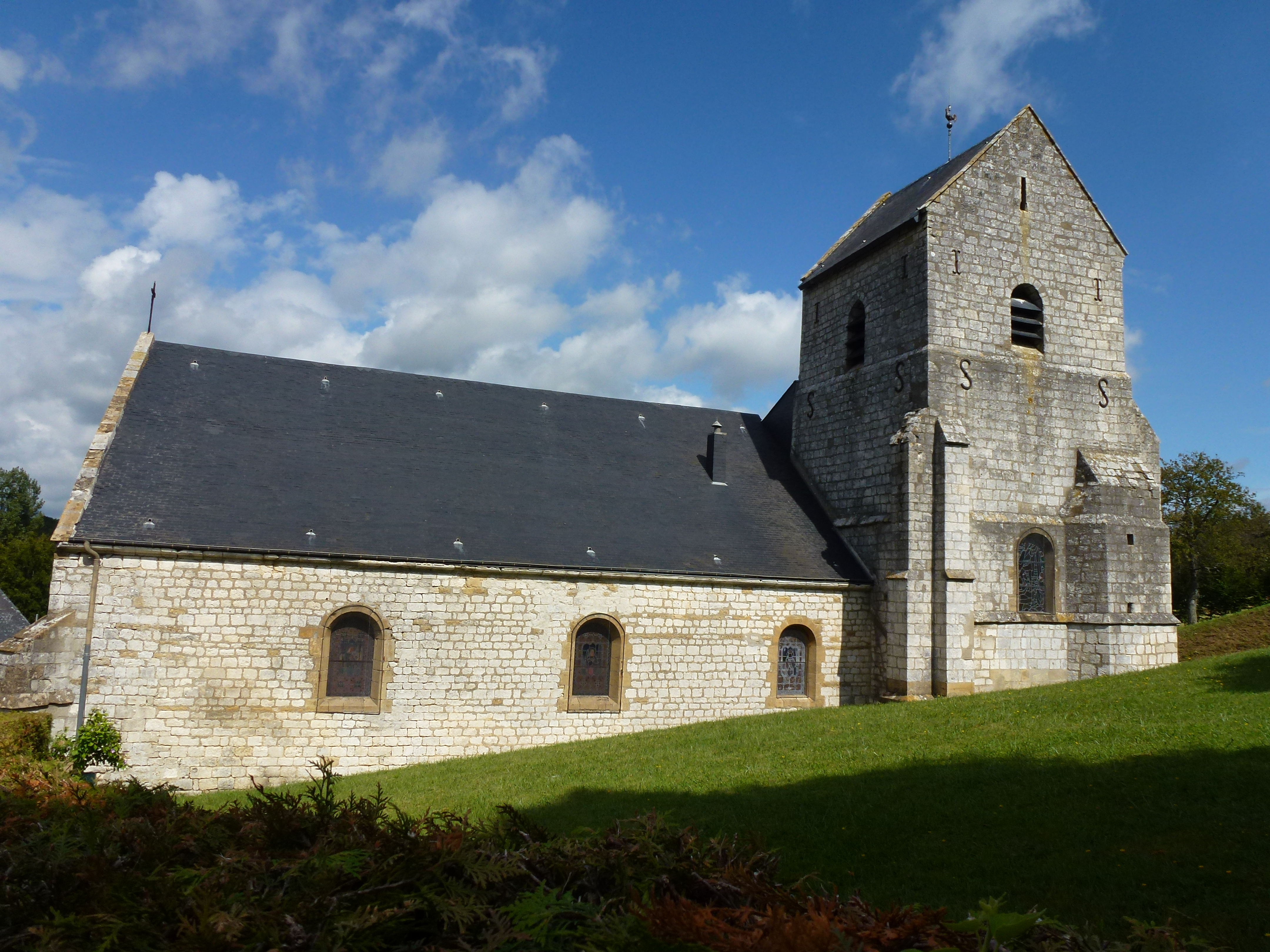
圣马丁教堂

2021年，普瓦-泰龙境内暂无任何文化设施。普瓦-泰龙市政府提供多媒体中心，每周二至六向公众开放。

### 建筑
普瓦-泰龙境内有多处历史建筑，其中镇中心的圣马丁教堂是法国国家文物保护单位，也是当地的地标性建筑物。

### 旅游
普瓦-泰龙的旅游事务由其所属的前阿登山脊市镇公共社区负责。2022年，普瓦-泰龙境内暂无任何游客接待设施。

### 媒体
法国主要的媒体均可在普瓦-泰龙接收，法国电视三台下属的大东部大区频道在部分时段播出普瓦-泰龙所在阿登省的地方新闻。蓝色法兰西香槟-阿登广播、香槟电台、《联合报》、《阿登省人报》（L'Ardennais）等是当地主要的地方性媒体。

## 友好城市
截至2023年4月，普瓦-泰龙暂未建立任何友好城市关系。